# Georgette Agutte
Georgette Agutte, född 17 maj 1867 i Paris, död 5 september 1922, var en fransk konstnär.
Hon var en elev till Gustave Moreau och stiftade bekantskap med bland andra Henri Matisse och Georges Rouault. Hon var 1893 den enda kvinnliga studenten vid École nationale supérieure des Beaux-Arts och medlem i den fauvistiska rörelsen. Hennes studio låg i Bonnières-sur-Seine. Efter skilsmässan från Paul Flat 1894 gifte hon sig 1897 med Marcel Sembat. Hon ställde 1904 ut sina konstverk i Salon des Indépendants ("De oberoende konstnärernas salong") och Salon d'Automne ("Höstsalongen"). Efter hennes makes död begick hon självmord.